# Beloften Eredivisie (voetbal)
De Beloften Eredivisie was tussen 2001 en 2016 de hoogste voetbalcompetitie in Nederland voor reserve-elftallen van Nederlandse voetbalclubs. De competitie stond onder toezicht van de KNVB. Als opvolger van de Reserve Teams Eredivisie werd de competitie vanaf het seizoen 2001/02 voortgezet voor beloften, waarin strengere leeftijdseisen aan spelers worden gesteld dan voorheen. De nummer laatst van de ranglijst degradeerde naar de Beloften Eerste Divisie.
In 2016 werd de Beloften Eredivisie vervangen door de Reservecompetitie.

## Geschiedenis
Tot 1973 speelden spelers van clubs in het betaald voetbal die te oud waren voor de jeugd, maar nog niet goed genoeg voor het A-elftal in de B-elftallen, die een onderlinge competitie afwerkten. Deze B-elftallen kenden geen leeftijdsbeperking, waardoor de ontwikkeling van jonge spelers vaak werd gehinderd. In 1973 werd daarom een competitie voor C-elftallen ingericht, voor spelers tot en met 21 jaar. Daarnaast konden 3 dispensatiespelers worden ingezet om van blessure teruggekeerde spelers van het A-elftal te kunnen laten meedoen. De B-elftallen werden tegelijk opgeheven. In 1978 werd de naam veranderd in Toekomstteams in een poging meer belangstelling te creëren. In 1981 werden echter toch weer de leeftijdsbeperkingen opgeheven en ontstond de Reservecompetitie.
Sinds seizoen 2001/02 is deze competitie voor beloften, waarin strengere leeftijdseisen aan spelers worden gesteld dan voorheen. Tot seizoen 2009/10 verkreeg de kampioen een startbewijs voor de KNVB beker van het daaropvolgend seizoen, maar met ingang van seizoen 2010/11 spelen er geen belofteteams meer in de KNVB beker. De nummer laatst van de ranglijst degradeerde naar de Beloften Eerste Divisie. De kampioen van de Beloften Eerste Divisie promoveerde naar de Beloften Eredivisie.
In 2012 werd er door de clubs voor een nieuwe opzet gekozen. De ploegen uit de Eredivisie en Eerste divisie werden samengevoegd en verdeeld over drie poules van acht teams. Van augustus tot en met oktober werd er een enkele competitie afgewerkt, waarna de bovenste en onderste vier van elke poule een normale competitie afwerkten tot en met mei. Als het ware dus een Eredivisie en een eerste divisie. Doordat het speelschema hierdoor voller werd, werd het bekertoernooi geschrapt.
In 2013 werd de opzet wederom gewijzigd. De belofteteams van Ajax, PSV en FC Twente werden als proef voor twee seizoenen in de Eerste divisie geplaatst en de overige teams werden in twee poules opgedeeld. De Beloften Eerste Divisie vervalt. Een beslissingswedstrijd tussen de winnaars van competities A en B (resp. Jong Vitesse en Jong Feyenoord/Excelsior) bepaalde de landskampioen van de beloften.
In het seizoen 2014/15 namen 22 teams deel aan de beloftecompetitie. De teams werden verdeeld over vier poules (twee van zes en twee van vijf teams) waarin een volledige competitie werd afgewerkt. De beste twee van iedere poule speelden daarna een hele competitie om het kampioenschap. Ook alle nummers drie en vier vormden samen een poule en alle overige teams vormden een derde poule.
Het seizoen 2015/16 stond in het teken van doorstroom van belofteteams in de per 2016/17 ontstane voetbalpiramide. Hierdoor vond groot deel van het beloftenvoetbal niet meer in een afgesloten competitie plaats, maar maakte onderdeel uit van de standaardcompetities. Elf clubs schreven zich in voor de beloftecompetitie. De doorstroming vond plaats op basis van de eindstand van de beloftecompetitie (50%), van de eindstanden van de A- en B-jeugd van de drie laatste seizoenen (25%), en van de eindstanden van de beloften van de drie voorgaande seizoenen (25%). Het hoogst geklasseerde belofteteam plaatste zich voor de Eerste divisie, de volgende vier plaatsten zich voor de nieuwe Tweede divisie en de overige teams speelden in het seizoen 2016/17 in de Derde divisie. Vanwege de leeftijdseisen en doorstroommogelijkheden kan deze competitie beschouwd worden als voortzetting van de Beloften Eredivisie. De profclubs (exclusief Ajax en PSV) die hun reserveteam hier niet voor ingeschreven hadden konden verder aan een vrijere reservecompetitie deelnemen.
Na de uitstroom van deze belofteteams en de versoepeling van de regels in de toekomstige beloftecompetitie, is de Beloften Eredivisie de facto opgeheven na het seizoen 2015/16. De belofteteams van clubs die niet zijn ingestroomd in het seizoen 2016/17 spelen voort in de Reservecompetitie.
Met ingang van seizoen 2018/19 start ook het Nederlandse vrouwenvoetbal met een Beloftencompetitie, waar in eerste instantie zeven teams van de Eredivisieclubs in spelen.

## Teams beloftecompetitie 2015/16
- Jong Almere City FC
- Brabant United (combinatieteam van RKC Waalwijk en FC Den Bosch)
- Jong De Graafschap
- Jong FC Groningen
- Jong Sparta Rotterdam
- Jong FC Utrecht
- Jong Vitesse
- Jong FC Volendam
- Jong AZ
- Jong Achilles '29
- Jong FC Twente

## Kampioenen
- 1974 alleen regionaal
- 1975 Jong FC Den Haag
- 1976 Jong FC Den Haag
- 1977 Jong Feyenoord
- 1978 Jong Feyenoord
- 1979 onbekend
- 1980 Jong FC Utrecht
- 1981 Jong Feyenoord
- 1982 Sparta 2
- 1983 Sparta 2
- 1984 Ajax 2
- 1985 niet uitgespeeld [3]
- 1986 PSV 2
- 1987 Sparta 2
- 1988 PEC 2
- 1989 VVV 2
- 1990 Sparta 2
- 1991 VVV 2
- 1992 sc Heerenveen 2
- 1993 Vitesse 2
- 1994 Ajax 2
- 1995 Sparta Rotterdam 2
- 1996 Ajax 2
- 1997 PSV 2
- 1998 Ajax 2
- 1999 De Graafschap 2
- 2000 PSV 2
- 2001 Ajax 2
- 2002 Jong Ajax
- 2003 Jong Heerenveen
- 2004 Jong Ajax
- 2005 Jong Ajax
- 2006 Jong AZ
- 2007 Jong Heerenveen
- 2008 Jong Twente
- 2009 Jong Ajax
- 2010 Jong PSV
- 2011 Jong PSV
- 2012 Jong Twente
- 2013 Jong Heerenveen
- 2014 Jong Feyenoord / Excelsior
- 2015 Jong Vitesse
- 2016 Jong Utrecht

## Instroom belofteteams in voetbalpiramide
In twee fases zijn er belofteteams (ook wel reserveteams genoemd) ingestroomd in de voetbalpiramide. De eerste instroom vond in 2013 plaats n.a.v. enkele faillissementen van clubs in de Jupiler League, de tweede instroom was in 2016 nadat de piramide door toevoeging van de Tweede divisie geherstructureerd werd. Met terugwerkende kracht werd de ranglijst van de Beloften Eredivisie van 2011/12 leidend gemaakt voor de bepaling van de instroom van belofteploegen in 2013, terwijl voor 2015/16 er een heuse promotieregeling werd ontwikkeld waarin meerdere factoren het niveau van instroom zou bepalen. De clubs die ervoor hadden gekozen om met hun belofteteam niet in te willen stromen in de piramide werden in de Reservecompetitie geplaatst. Zij gaven in 2017 echter massaal aan dat ze alsnog in wilden stromen in de piramide. Hiervoor zou mogelijk een derde instroomregeling tot stand gaan komen.

### Instroom 2013
Top 6 van de eindstand Beloften Eredivisie 2011/12:
| Pos.                                                      | Team              | Gs | Pt | W  | G | V  | DS  |
| --------------------------------------------------------- | ----------------- | -- | -- | -- | - | -- | --- |
| 1                                                         | Jong FC Twente    | 26 | 58 | 18 | 4 | 4  | +38 |
| 2                                                         | Jong Ajax         | 26 | 48 | 15 | 3 | 8  | +46 |
| 3                                                         | Jong PSV          | 26 | 47 | 15 | 2 | 9  | +24 |
| 4                                                         | Jong Heracles     | 26 | 47 | 14 | 5 | 7  | +15 |
| 5                                                         | Jong AZ           | 26 | 47 | 15 | 2 | 9  | +7  |
| 6                                                         | Jong FC Groningen | 26 | 44 | 14 | 2 | 10 | +10 |
| De nummers 7 t/m 14 worden niet genoemd in dit overzicht. |                   |    |    |    |   |    |     |

#### Legenda
| Kleur | Kwalificatie voor |
| ----- | --- |
|       | Promotie naar de Eerste divisie 2013/14                                                                                        |
|       | Na besluit van zaterdag Topklassekampioen VV Katwijk om niet te promoveren, alsnog gepromoveerd naar de Eerste divisie 2013/14 |

### Instroom 2016
Eindstand ranglijst instroomtabel:
|     | club                | 15/16 | 12/15 | jeugd | pnt  | vkdag     |
| --- | ------------------- | ----- | ----- | ----- | ---- | --------- |
| 1.  | Jong FC Utrecht     | 5,50  | 1,75  | 2,50  | 9,75 | zaterdag  |
| 2.  | Jong Vitesse        | 5,00  | 2,50  | 2,00  | 9,50 | zondag    |
| 3.  | Jong AZ             | 4,50  | 2,00  | 2,75  | 9,25 | zondag    |
| 4.  | Jong Sparta         | 4,00  | 1,50  | 2,25  | 7,75 | zaterdag  |
| 5.  | Jong FC Twente      | 3,00  | 2,75  | 1,75  | 7,50 | zondag    |
| 6.  | Jong FC Groningen   | 3,50  | 2,25  | 1,5   | 7,25 | zaterdag  |
| 7.  | Jong Almere City FC | 2,50  | 0,50  | 1,00  | 4,00 | zaterdag  |
| 8.  | Jong FC Volendam    | 2,00  | 0,75  | 1,25  | 4,00 | zaterdag  |
| 9.  | Jong De Graafschap  | 1,50  | 1,25  | 0,50  | 3,25 | zondag    |
| 10. | Brabant United      | 1,00  | 1,00  | 0,75  | 2,75 | zaterdag1 |
| 11. | Jong Achilles '29   | 0,50  | 0,25  | 0,25  | 1,00 | zaterdag2 |

#### Legenda
| Kleur | Kwalificatie voor                       |
| ----- | --------------------------------------- |
|       | Promotie naar de Eerste divisie 2016/17 |
|       | Naar de Tweede divisie 2016/17          |
|       | Naar de Derde divisie 2016/17           |

1Brabant United gaat als Jong FC Den Bosch spelen.
2 Aangezien er drie beter geklasseerde clubs de voorkeur voor zaterdag hebben,
wordt Achilles ingedeeld op zondag.